# Sân bay Pala
Sân bay Pala (IATA: PLF, ICAO: FTTP) là một sân bay công cộng gần thành phố Pala, Mayo-Kebbi Ouest, Tchad.